# Осока Кабанова
Осо́ка Кабано́ва (лат. Carex kabanovii) — многолетнее травянистое растение, вид рода Осока (Carex) семейства Осоковые (Cyperaceae).
Вид назван в честь советского ботаника Николая Евгеньевича Кабанова.

## Ботаническое описание
Серо-зелёное растение с утолщёнными короткими побегами, образует рыхлые дерновины.
Стебли гранистые, глубоко бороздчатые, утолщённые (до 1,3 мм в диаметре), гладкие, 20—35 см высотой.
Листья утолщённые, желобчато-трёхгранные, до 1 мм шириной, наверху быстро затуплённые, книзу по краю шероховатые.
Колосок тычиночный или пестичный (растения двудомные), очень редко андрогинный (с 1—2 пестичными цветками у основания). Тычиночные колоски линейные, 1—1,5 см длиной, с продолговатыми, золотисто-ржавыми, по краю беловатыми и тупыми чешуями. Пестичные колоски линейные, с 20—27 мешочками, 1—1,5 см длиной. Чешуи яйцевидные, тупые, ржавые, по краю широко-белоперепончатые, вполовину короче мешочков. Мешочки продолговато-яйцевидные, неравно-двояковыпуклые, тонкокожистые, (2,5)3,2—3,2(4) мм длиной, зрелые горизонтально или вниз отклонённые, с тонкими жилками, на короткой ножке, с гладким, цельным, косо усечённым носиком 0,2—0,3(0,5) мм длиной. Рылец 2.
Плод при основании без осевого придатка. Плодоносит в августе.
Вид описан с Северного Сахалина.

## Распространение
Дальний Восток: Наяханский район, хребет Геран, север Сахалина; Восточная Азия: остров Хоккайдо.
Растёт на сфагновых болотах.